# Half Moon Run
Half Moon Run is een Canadese indie rockband uit Montreal, opgericht in 2010. De band bestaat uit Devon Portielje (zang, gitaar, percussie), Conner Molander (gitaar, keyboard, mondharmonica, zang), Dylan Philips (drums, keyboard, zang) en Isaac Symonds (mandoline, gitaar, keyboard, percussie, zang). De band heeft getoerd met bands als Mumford & Sons en Of Monsters and Men.
Het debuutalbum Dark Eyes werd in maart 2012 in Canada uitgebracht en ruim een jaar later ook in Nederland en België.
In augustus 2013 werd er een nieuwe trailer uitgebracht voor Assassin's Creed IV: Black Flag, waarin het nummer Full Circle is gebruikt. Tevens stond de band op Lowlands 2013.
In november 2013 werd Full Circle 3FM Megahit.
Op 7 augustus 2015 kondigde de band via Twitter de release van het tweede album Sun Leads Me On aan, te verschijnen in oktober 2015. Een teaser track "Trust" was gratis te downloaden bij pre-orders van het album.

## Discografie

### Albums
| Album met eventuele hitnotering(en) in de Nederlandse Album Top 100 | Datum van verschijnen | Datum van binnenkomst | Hoogste positie | Aantal weken | Opmerkingen |
| ------------------------------------------------------------------- | --------------------- | --------------------- | --------------- | ------------ | ----------- |
| Dark Eyes                                                           | 17-06-2013            | 24-08-2013            | 48              | 3            |             |
| Sun Leads Me On                                                     | 23-10-2015            | 31-10-2015            | 49              | 1            |             |

### Singles
| Single met eventuele hitnotering(en) in de Nederlandse Top 40 | Datum van verschijnen | Datum van binnenkomst | Hoogste positie | Aantal weken | Opmerkingen |
| ------------------------------------------------------------- | --------------------- | --------------------- | --------------- | ------------ | ----------- |
| Full Circle                                                   | 01-03-2013            | 02-11-2013            | 38              | 1            |             |

| Single met hitnotering(en) in de Vlaamse Ultratop 50 | Datum van verschijnen | Datum van binnenkomst | Hoogste positie | Aantal weken | Opmerkingen |
| ---------------------------------------------------- | --------------------- | --------------------- | --------------- | ------------ | ----------- |
| Full Circle                                          | 01-03-2013            | 08-06-2013            | tip27           | -            |             |
| Call Me in the Afternoon                             | 2013                  | 17-08-2013            | tip69           | -            |             |
| Nerve                                                | 2013                  | 09-11-2013            | tip36           | -            |             |
| Then Again                                           | 2019                  | 14-09-2019            | tip             | -            |             |